# Anden Karl Gustav-krig
Den svenske kong Karl X Gustav var ikke tilfreds med aftalen efter den Første Karl Gustav-krig, og i august 1658 samlede han 6.000 soldater i Kiel og sejlede dem til Korsør hvor de gik i land. Hæren drog over Sjælland mod København, og efter indledende kampe slog svenskerne lejr ved Brønshøj. Hermed var København belejret.
København var under militær ledelse af Hans Schack, og han mobiliserede københavnerne til forsvar selv om både vand og fødevareforsyninger var mere eller mindre afskåret. Den 29. oktober ankom en hollandsk undsætningsflåde, som havde kæmpet sig forbi det svenskbesatte Kronborg og videre ned gennem Øresund. Den tilførte både forsyninger og soldater til den trængte by.
Der var flere træfninger og angreb, men det største slag ved København blev svenskernes storm den 10. februar 1659. Ved en solid kampindsats, og godt hjulpet af spionage, lykkedes det københavnerne at modstå stormen, og svenskerne måtte trække sig tilbage med svære tab.
Den svenske hær, som var involveret i besættelser i Preussen og Pommern, blev nu presset sydfra af østrigske og polske tropper, og en allieret hær under ledelse af Eberstein trængte op gennem Jylland. På søen var hollænderne overlegne.
Karl X Gustav indså efter den mislykkede storm, at en total erobring af Danmark ikke var mulig, og han koncentrerede nu sine tropper om at forsvare sine stillinger på Fyn. Schack og Eberstein kom til at lede de endelige slag fra dansk og allieret side. De to mødtes til samråd i Egernførde, og derefter sejlede Schacks tropper fra Kiel den 27. oktober 1659. I Storebælt forsøgte de et overraskelsesangreb på Nyborg, men da det mislykkedes, besluttede de at gå i land ved Kerteminde den 31. oktober; det angreb lykkedes.
Schacks hær stod nu på Fyn, og efter nogle dages hvil, hvor den svenske hovedstyrke trak sig tilbage mod Nyborg, rykkede Schack mod Odense, hvor han holdt sit indtog den 9. november. To dage senere mødte han Eberstein og hans hær, der havde kæmpet sig over Lillebælt. Den 14. november begyndte slaget ved Nyborg, og dagen efter overgav svenskerne sig.
Den 26. maj 1660 blev der sluttet fred ved Freden i København, og Danmark fik her Bornholm og de nordlige norske områder tilbage. Indenrigspolitisk fik krigen store konsekvenser da den ansporede Frederik 3.s statskup og medførte overgangen til enevælden.
Ødelæggelserne var store. Mange gårde og godser var blevet afbrændt eller nedbrudt for at tjene som brændsel. Kvæg i mængder var røvet, mange kornlagre plyndret. Sølvtøj i mængder var blevet stjålet. Klæder og sengetøj var blevet røvet. Adskillige var blevet slået ihjel, bl.a. for at udlokke af dem, hvor skatte var gemt. Husvilde og andre var flygtet til egne, hvor der ikke var så mange soldater. Især de svenske soldater havde været slemme ved landet og befolkningen, men de allierede havde også øvet sit. Aldrig har der været så trist en jul i Danmark, som julen 1659. I dybeste armod og fortvivlelse. Bønderne havde hverken til udsæd eller ny besætning, på mange gårde var der ingen fæster. Kongen måtte hjælpe dem og give skattefrihed i et år eller to.